# Cleora flaccida
Cleora flaccida là một loài bướm đêm trong họ Geometridae.